# Kātyāyana
Ne doit pas être confondu avec le Vénérable Kātyāyana, disciple du Bouddha.
Kātyāyana (devanāgarī: कात्यायन) est un grammairien indien de langue sanskrite qui vécut au IIIe siècle avant notre ère.  Celui-ci a fait un commentaire (vārttika) de l’Aṣṭādhyāyī de Pāṇini,.